# 日本葫芦藓
日本葫芦藓（学名：Funaria japonica）为葫芦藓科葫芦藓属下的一个种。

## 形态特征
植物体纤细，疏丛生。茎短，直立单生，长约3-5毫米。茎下部叶较小，长约1.5毫米，上部叶较大，长约2-3毫米，宽约1-1.2毫米，叶片呈椭圆状披针形或卵状披针形，先端宽急尖，叶边下部全缘，上部具微齿；中肋细，黄色，长达叶尖稍下部即消失，叶中上部细胞薄壁，呈长方形或不规则多角形，长50-68微米，宽20-28微米；叶边细胞较狭长；叶基细胞呈狭长方形，长约60-105微米，宽约25-48微米。雌雄同株异苞。蒴柄细，长约20-23毫米，直径约0.5毫米，呈红褐色。孢蒴呈梨形，不对称，倾立，长约1.6-2毫米，直径约0.8-1.2毫米，具明显的台部，蒴口较小，直径约0.5-0.6毫米。环带缺如。蒴盖锥形，先端略突出。蒴齿两层，外齿片呈线状披针形，长约0.35毫米，呈红褐色，具明显的横脊。孢子黄褐色，圆球形，直径约20-25微米，外壁密被疣状突。

## 产地生境
在中国境内主要分布于云南（丽江、维西、剑川、洱源、漾濞、大理等县）、吉林、四川及台湾等省有分布。日本也有分布。多见于海拔2000-2800米地区的林地上，岩面薄土上或石隙处，也见于温泉边或水草地上。